# Orillia delicata
Orillia delicata är en tvåvingeart som beskrevs av Robineau-Desvoidy 1863. Orillia delicata ingår i släktet Orillia och familjen parasitflugor.
Artens utbredningsområde är Frankrike. Inga underarter finns listade.